# 那覇市立若狭小学校
那覇市立若狭小学校（なはしりつ わかさしょうがっこう）は、沖縄県那覇市若狭2丁目にある公立小学校。児童クラブも入居している。

## 沿革
- 1957年（昭和32年）
  - 1月7日 - 若狭2丁目55番地に開校。
  - 2月23日 - PTA結成総会開催。
  - 3月16日 - 第1回卒業式挙行。最初の卒業生は66名。
- 1964年（昭和39年）3月25日 - 校歌樹立。
- 1967年（昭和42年）1月7日 - 10周年記念式典並びに祝賀会挙行。
- 1969年（昭和44年）3月25日 - 完全給食実施（那覇市学校給食調理場より）。
- 1971年（昭和46年）3月25日 - プール開き式典挙行し、祝賀会開催。
- 1986年（昭和61年）
  - 4月1日 - 拡張された運動場での最初の運動会開催。
  - 4月8日 - 創立30周年記念式典並びに祝賀会開催。
- 1989年（平成元年）7月22日 - C棟校舎解体のため備品の移動。
- 1990年（平成2年）
  - 4月8日 - 新校舎引き渡し（理科室、音楽室、図工室、及びC校舎2階の一部と3階）、新校舎への移転作業（職員と4年4組、5年4組、6学年の児童）。
  - 7月13日 - 新校舎への移転作業（全職員と保護者）。
  - 7月26日 - 旧B棟校舎とA棟屋上のプレハブ校舎の取り壊し。
- 1996年（平成8年）2月15日 - 創立40周年記念式典・祝賀会挙行。
- 1999年（平成11年）
  - 3月24日 - PTA作業により、C棟2階に第2図書室新設。
  - 9月30日 - コンピュータ教室工事完了。
  - 10月27日 - A棟、B棟前側溝工事。
- 2000年（平成12年）4月28日 - 運動場西側フェンス設置工事開始。
- 2006年（平成18年）10月29日 - 創立50周年記念運動会。
- 2007年（平成19年）
  - 1月14日 - 創立50周年児童記念式典挙行、パレード開催。
  - 2月4日 - 創立50周年記念学芸会、記念式典･祝賀会開催。
- 2008年（平成20年）4月1日 - この年度から、2学期制導入。
- 2022年（令和4年）
  - 3月末 - 新校舎完成。
  - 5月6日 - 新校舎へ引越。

## 学区
- 若狭すべて
- 松山すべて
- 前島3丁目すべて

## 周辺
- 若狭児童クラブ（同一敷地内）
- 若狭こども園
- 若狭海浜公園
- 那覇市立若狭公民館・図書館

## アクセス
- ゆいレール美栄橋駅から徒歩約15分
- ゆいレール県庁前駅から徒歩約18分
- 若狭バス停から徒歩約5分

## 関連情報
- 沖縄県小学校一覧